# Burg Fleckenstein
Burg Fleckenstein (deutsch auch der Fleckenstein, französisch Château de Fleckenstein) ist eine mittelalterliche Felsenburg im Gebiet der in Frankreich so genannten Nordvogesen nahe der Grenze zu Rheinland-Pfalz. Sie gab als Stammburg dem Adelsgeschlecht der Fleckensteiner den Namen.

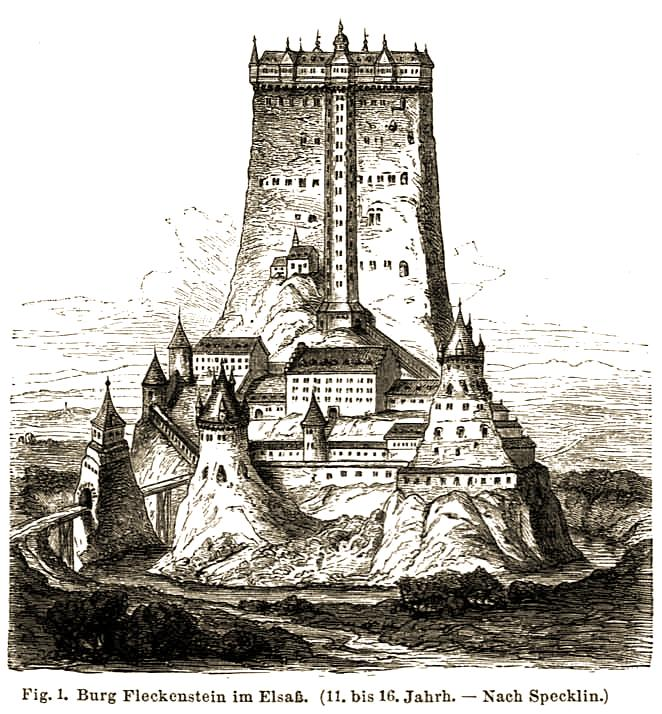
Idealtypische Darstellung von Burg Fleckenstein (sehr frei und in den Proportionen überzeichnet) von Daniel Specklin

## Geographie

### Lage
Der Fleckenstein liegt nur etwa 200 m südöstlich der Grenze zu Deutschland auf 370 m Höhe zwischen Lembach (Unterelsass) auf französischer und Hirschthal auf deutscher Seite. Er ist sowohl über die Verbindungsstraße Lembach–Hirschthal als auch über Wanderwege gut erreichbar. In der Nähe der Burg gibt es einen Parkplatz.

### Umgebung
1 km südwestlich des Fleckensteins, jenseits der genannten Verbindungsstraße, neben der das Flüsschen Sauer fließt, erhebt sich die gleichfalls französische Frönsburg (auch Freundsburg); 2 km nordöstlich, aber auf einem Bergkamm in deutlich größerer Höhe, liegen jeweils 500 m auseinander die Hohenburg, der Löwenstein (auch Lindenschmidt genannt), beide auf französischem Territorium, und die Wegelnburg auf deutschem Boden. Alle diese Burgen können, wenn ausreichend Zeit zur Verfügung steht, innerhalb eines Tagesausflugs nacheinander besucht werden.

## Geschichte
Die geschichtlichen Daten zur Burg Fleckenstein sind recht dürftig. 1174 wurde ein Gottfried von Fleckenstein, der zu einer Familie von Reichsministerialen gehörte, erstmals erwähnt und damit indirekt auch die Burg. Ein Kapitell, das in den Burgtrümmern gefunden wurde, stammt jedoch bereits aus dem frühen 12. Jahrhundert, so dass feststeht, dass die Burg spätestens damals errichtet worden war, also mehr als 50 Jahre vor der ersten Erwähnung. Zur Zeit ihrer Erbauung lag die Burg an einer Straße, welche die staufischen Kaiserpfalzen Hagenau und Kaiserslautern verband; deshalb kam der Burg Fleckenstein strategische Bedeutung zu.
1276 belagerte König Rudolf von Habsburg den Heinrich von Fleckenstein, um den von diesem gefangengesetzten Friedrich von Bolanden, den Bischof von Speyer, zu befreien; allerdings ist nicht bekannt, ob die Belagerung direkt die Burg Fleckenstein oder eine andere Burg dieser im Mittelalter weitverzweigten und einflussreichen Familie betraf. Ähnlich bedeutend war das Ministerialengeschlecht von Dahn, das seine Hauptsitze 15 km nördlich hatte. Seine Burg Altdahn wurde 1363 erstmals zerstört im Verlaufe einer Fehde mit den Fleckensteinern. 1407 und 1441 sind Bauarbeiten am Fleckenstein bezeugt. Ein Anlass wird nicht genannt, doch vermutlich ging es darum, durch Ausbau komfortablere Wohnverhältnisse zu schaffen.
Im Dreißigjährigen Krieg und kurz danach machten drei Brüder aus dem Rittergeschlecht der Fleckensteiner von sich reden: Gottfried von Fleckenstein-Windeck fiel 1639 bei der Belagerung der Stadt Vesoul, die im Grenzbereich Burgund/Lothringen liegt. Sein Bruder Georg Heinrich wurde General bei den bayerischen Truppen. Der jüngste Bruder, Friedrich Wolfgang, trat in französische Dienste und wurde später von Ludwig XIV. zum Feldmarschall ernannt. Mit Friedrich Wolfgangs Neffen Heinrich-Jakob starb 1720 der letzte Fleckensteiner.
Zweimal gegen Ende des 17. Jahrhunderts wurde der Fleckenstein durch französische Truppen eingenommen. 1674 geschah dies unter Marschall de Vauban, ohne dass Widerstand geleistet wurde. 1680 jedoch wurde die Burg unter General Montclar vollständig zerstört. Danach wurde von Fleckenstein nur noch als Rechts- und Besitztitel weiterverliehen.
Bis 1890 verfiel die Ruine der Burg. 1898 kam sie im Deutschen Reich unter Denkmalschutz, dank des Einsatzes des Kreisdirektors Joseph Philipp von Stichaner, was nach dem Ersten Weltkrieg im Jahr 1933 durch den französischen Staat bestätigt wurde. 1960 wurde sie durch das Syndicat d’Initiative de Lembach für Besucher geöffnet, blieb jedoch in Privateigentum. 1998 kam sie in Besitz der Gemeinde Lembach, als diese die umliegenden Waldgebiete Thalenberg und Fleckenstein erwarb.
In den 1990er Jahren fanden umfassende Restaurierungsarbeiten statt, um die Mauern zu sichern und den Zugang zur Kernburg für Besucher zu erleichtern. Am 8. September 2002 wurde die Burg im Rahmen des Programms Interreg mit Unterstützung des Europäischen Fonds für regionale Entwicklung dokumentatorisch-didaktisch aufbereitet und ist seither eine besondere Attraktion für Familien mit Kindern.

## Anlage
Basis des Fleckensteins ist ein rund 90 m langer, nur 6 bis 8 m schmaler und 30 m hoher Felsen aus rotem Buntsandstein, eine sog. „Barre“, die eindrucksvoll aus dem Wald emporragt. Die ganze Anlage misst inkl. der teilweise auf der Nordseite erhaltenen Unterburg etwa 120 m in der Länge und 60 m in der Breite; die Bebauung umfasste im 16. Jahrhundert das gesamte Plateau.
Erhalten sind Mauerreste verschiedener Wohn- und Wirtschaftsgebäude, Teile des Treppenturms und des Brunnenturms (mit in den Fels gehauenem Raum für das Tretrad) sowie Teile der Ringmauer um die Unterburg und deren Tor mit Resten von zwei Türmen. Besonders eindrucksvoll sind auf der Oberburg die zahlreichen in die Felsbarre geschlagenen Kellerräume sowie Aufgänge im Fels. Die heute noch erhaltenen Mauerreste stammen überwiegend aus dem Spätmittelalter (15./16. Jahrhundert), während die Ringmauer im Nordwesten noch aus dem 13. Jahrhundert datiert. Den interessantesten Hinweis auf das Aussehen der Burg im Hochmittelalter liefern geringe Mauerreste und Fundamentabdrücke eines Bergfrieds in der Mitte des obersten Felsplateaus. Dieser Turm wurde im Spätmittelalter zugunsten von Wohngebäuden abgebrochen.
Auf der Südseite der Felsbarre errichtete man um 1500 eine hohe Mauer mit zwei halbrunden, schlanken Türmen. Der Hauptzweck dieser aufwendigen Baumaßnahme war wohl, den hier überhängenden Fels der Oberburg gegen weitere Verwitterung zu schützen. Der südwestliche der beiden kleinen Türme besitzt zudem eine kleine Ausfallpforte.
Das Festungslehrbuch „Architectura von Vestungen“ des elsässischen Festungsbaumeisters Daniel Specklin aus dem Jahre 1589 zeigt eine Burg, für die offenbar der Fleckenstein als Vorbild fungierte; die hohen und schlanken Proportionen sind jedoch stark überzeichnet.

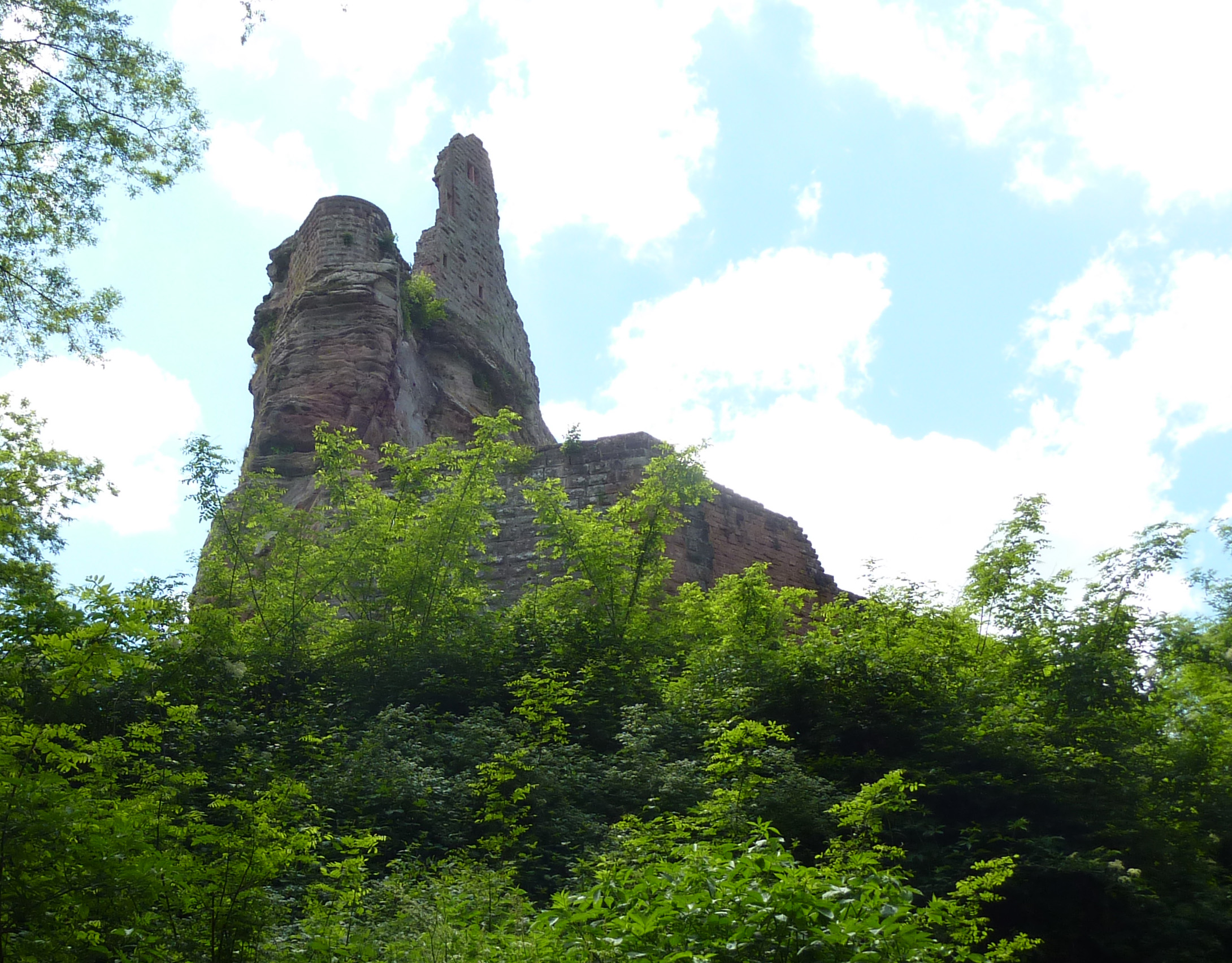
Ostspitze der Ruine
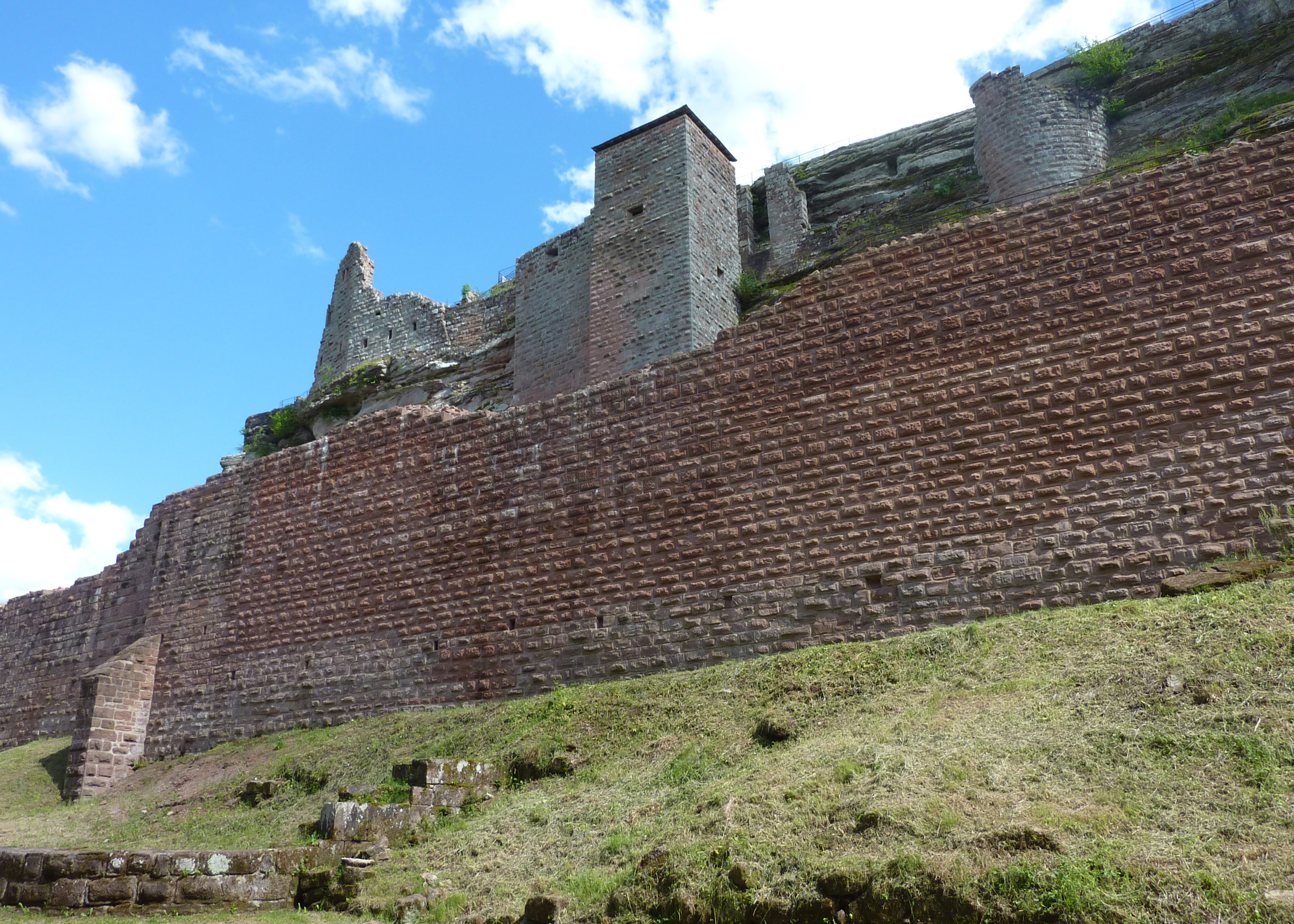
Nördliche Ringmauer der Unterburg (teilrekonstruiert)
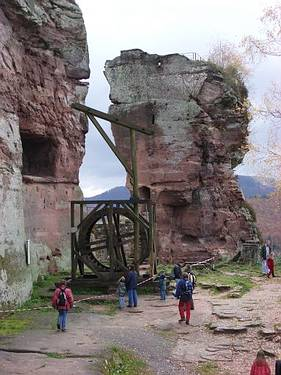
Rekonstruierter Tretkran in der Burg
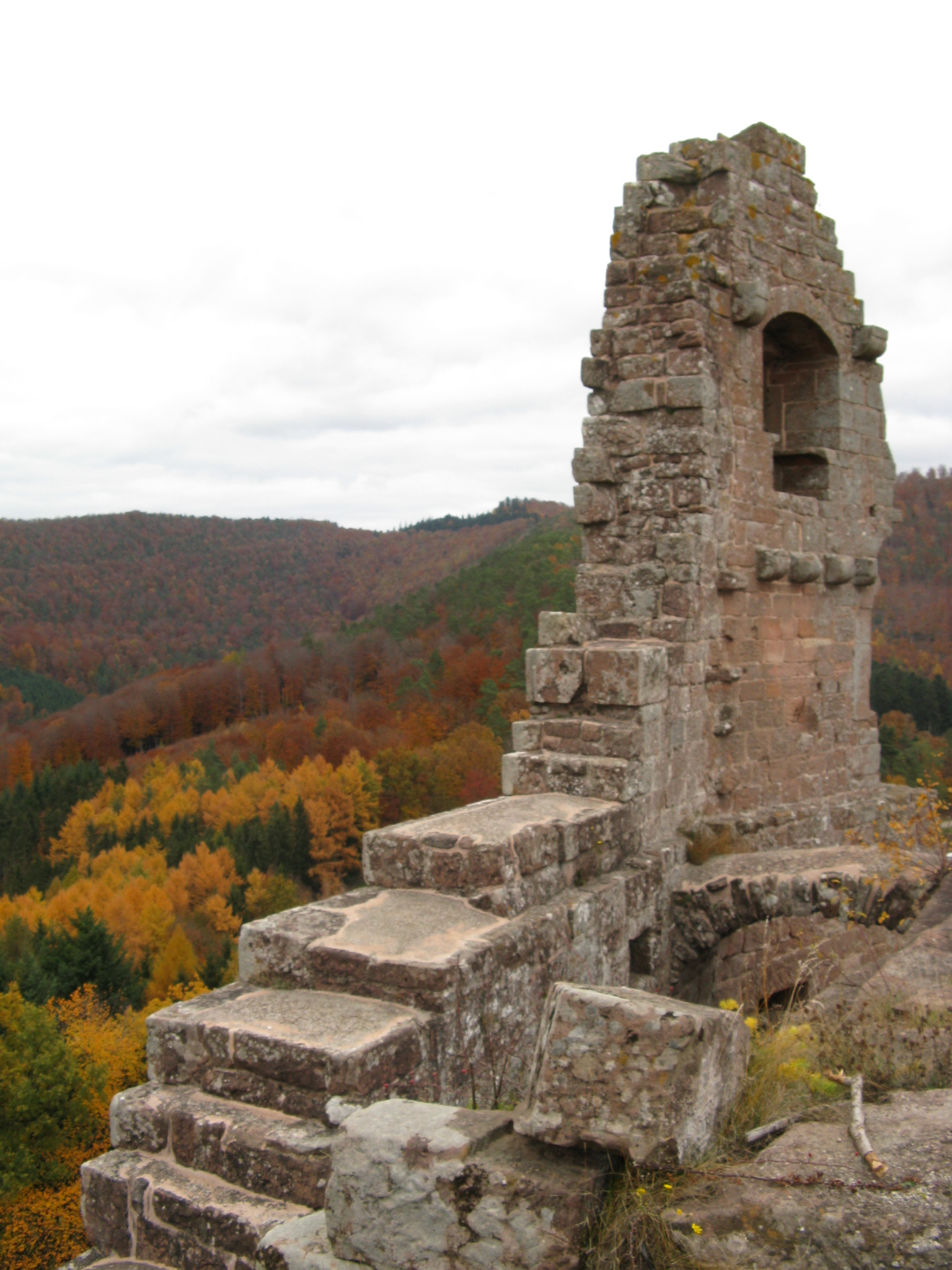
Mauerrest auf der Kernburg: das Hintere Haus (15. Jh.)
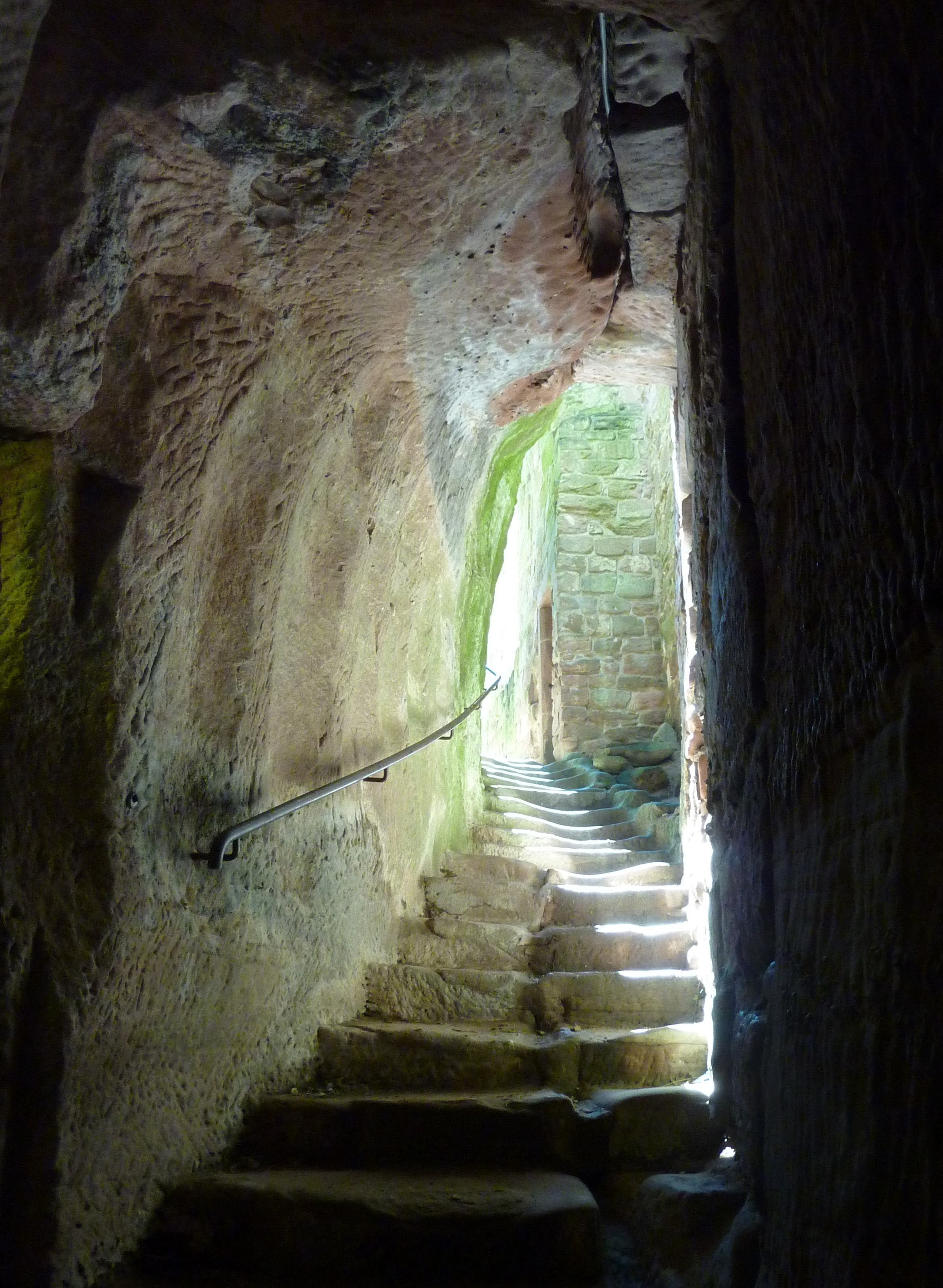
Äußere Felsentreppe zum Plateau der Oberburg

## Erhaltungsmaßnahmen und Tourismus
Der Fleckenstein ist in seiner direkten Umgebung die einzige touristisch erschlossene Burganlage. Mit 79.000 Besuchern (2005) ist er nach der Hohkönigsburg die am zweithäufigsten frequentierte Burg im Elsass. Während der Saison fährt ein Wanderbus freitags bis sonntags aus Wissembourg zur Fleckenstein.
In den Jahren um die Jahrtausendwende wurde die Burg umfassend gesichert. So hat man in den Treppenturm aus dem 16. Jahrhundert wieder Stufen eingebaut und die oberste Felsplattform mit Geländern versehen. Im Inneren der Burg gibt es ein winziges Museum mit Fundstücken aus dem Bereich der Burg. Auch ein mittelalterlicher Tretradkran wurde rekonstruiert. Etwas abseits der Burgruine wurde ein ehemaliges Forsthaus zu einem Informationszentrum mit Ausflugslokal umgestaltet.
Mit dem P’tit Fleck wurde eine Mitmach-Ausstellung für Kinder zu Wald und Sandstein eröffnet.
Von der Terrasse auf dem Kernburgfelsen eröffnet sich ein weiter Blick ins Tal der Sauer sowie auf die umliegenden bewaldeten Erhebungen der Nordvogesen.
Seit Anfang der 2000er Jahre erinnert der Köhlerverein Lembach an die Tradition der Köhler in den Nordvogesen. Neben Erläuterungen auf dem Weg vom Parkplatz zum Informationszentrum werden mit zwei Meilern am Fuß der Burg zwei Wochen lang die traditionelle Herstellung von Holzkohle demonstriert.